# Parijs-Valenciennes
Paris-Valenciennes  was een Franse wielerwedstrijd tussen de steden Parijs en Valenciennes. De eerste twee edities werden in 1903 en 1905 gereden. De wedstrijd kwam in 1925 opnieuw op de wielerkalender en werd sindsdien jaarlijks gereden van 1931 tot 1939 en van 1946 tot 1960. De laatste editie was die van 1963 en was toen de eerste etappe van de Vierdaagse van Duinkerke.

## Palmares
- 1903 -  Hippolyte Pagie
- 1905 -  Louis Trousselier
- 1925 -  Florent Vandenberghe
- 1931 -  Henri Deudon
- 1932 -  Emile Bruneau
- 1933 -  Emile Bruneau
- 1934 -  Julien Pore
- 1935 -  Jules Pyncket
- 1936 -  Rene-Paul Corallini
- 1937 -  André Defoort
- 1938 -  André Defoort
- 1939 -  Maurice Raes
- 1946 -  César Marcelak
- 1947 -  Frans Knaepkens
- 1948 -  Raymond Goussot
- 1949 -  Louis Déprez
- 1950 -  Dominique Forlini
- 1951 -  César Marcelak
- 1952 -  Gilbert Scodeller
- 1953 -  Martin Van Geneugden
- 1954 -  Gilbert Scodeller
- 1955 -  Jean Stablinski
- 1956 -  Jean-Marie Cieleska
- 1957 -  Michel Van Aerde
- 1958 -  André Darrigade
- 1959 -  Jean-Claude Lefebvre
- 1960 -  Jo de Haan
- 1963 -  Henri De Wolf